# Meagan Duhamel
Meagan Duhamel (Lively, Ontário, 8 de dezembro de 1985) é uma ex-patinadora artística canadense, que competiu nas duplas. Com seu parceiro Eric Radford, ela foi bicampeã no Campeonato Mundial (2015 e 2016), bicampeã do Campeonato dos Quatro Continentes (2013 e 2015), e sete vezes campeã do campeonato nacional canadense (2012–2018). Nos Jogos Olímpicos de Inverno de 2014 em Sóchi, Duhamel e Radford receberam a medalha de prata na competição por equipes, e terminaram na sétima posição nas duplas, e nos Jogos Olímpicos de Inverno de 2018, em PyeongChang, ela foi campeã olímpica na competição por equipes e medalhista de bronze na competição de duplas.
Após os Jogos Olímpicos de Inverno de 2018, Duhamel e Radford anunciaram que se retirariam das competições.

## Principais resultados

### Com Eric Radford
| Resultados | Resultados        | Resultados        | Resultados        | Resultados        | Resultados      | Resultados       | Resultados        | Resultados        | Resultados    | Resultados    | Resultados    | Resultados    | Resultados    | Resultados    |
| Internacional | Internacional     | Internacional     | Internacional     | Internacional     | Internacional   | Internacional    | Internacional     | Internacional     | Internacional | Internacional | Internacional | Internacional | Internacional | Internacional |
| Evento/Temporada | 2010– 2011        | 2011– 2012        | 2012– 2013        | 2013– 2014        | 2014– 2015      | 2015– 2016       | 2016– 2017        | 2017– 2018        |               |               |               |               |               |               |
| --- | ----------------- | ----------------- | ----------------- | ----------------- | --------------- | ---------------- | ----------------- | ----------------- | ------------- | ------------- | ------------- | ------------- | ------------- | ------------- |
| Jogos Olímpicos |                   |                   |                   | 7.ª               |                 |                  |                   | Medalha de bronze |               |               |               |               |               |               |
| Campeonato Mundial | 7.ª               | 5.ª               | Medalha de bronze | Medalha de bronze | Medalha de ouro | Medalha de ouro  | 7.ª               |                   |               |               |               |               |               |               |
| Campeonato dos Quatro Continentes | Medalha de prata  | 4.ª               | Medalha de ouro   |                   | Medalha de ouro | WD               | Medalha de prata  |                   |               |               |               |               |               |               |
| GP Grand Prix Final |                   | 5.ª               | 4.ª               | 5.ª               | Medalha de ouro | Medalha de prata | Medalha de bronze | Medalha de bronze |               |               |               |               |               |               |
| GP NHK Trophy |                   |                   |                   |                   | Medalha de ouro | Medalha de ouro  | Medalha de ouro   |                   |               |               |               |               |               |               |
| GP Skate America |                   |                   |                   |                   |                 |                  |                   | Medalha de bronze |               |               |               |               |               |               |
| GP Skate Canada International | 5.ª               | Medalha de bronze | Medalha de prata  | Medalha de bronze | Medalha de ouro | Medalha de ouro  | Medalha de ouro   | Medalha de ouro   |               |               |               |               |               |               |
| GP Trophée Éric Bompard |                   | Medalha de bronze | Medalha de prata  | Medalha de prata  |                 |                  |                   |                   |               |               |               |               |               |               |
| CS Autumn Classic International |                   |                   |                   |                   | Medalha de ouro | Medalha de ouro  |                   | Medalha de prata  |               |               |               |               |               |               |
| CS Finlandia Trophy |                   |                   |                   |                   |                 |                  | Medalha de ouro   |                   |               |               |               |               |               |               |
| Nebelhorn Trophy | Medalha de bronze |                   |                   |                   |                 |                  |                   |                   |               |               |               |               |               |               |
| Nacional |                   |                   |                   |                   |                 |                  |                   |                   |               |               |               |               |               |               |
| Campeonato Canadense | Medalha de prata  | Medalha de ouro   | Medalha de ouro   | Medalha de ouro   | Medalha de ouro | Medalha de ouro  | Medalha de ouro   | Medalha de ouro   |               |               |               |               |               |               |
| Equipes |                   |                   |                   |                   |                 |                  |                   |                   |               |               |               |               |               |               |
| Jogos Olímpicos |                   |                   |                   | 2T/2P             |                 |                  |                   | 1T/2P             |               |               |               |               |               |               |
| Troféu Mundial por Equipes |                   | 3T/2P             | 2T/2P             |                   | 4.ª 4T/2P       |                  |                   |                   |               |               |               |               |               |               |
| |                   |                   |                   |                   |                 |                  |                   |                   |               |               |               |               |               |               |
| Legenda: GP = Grand Prix; CS = Challenger Series; WD = Abandonou; T = Posição da equipe; P = Posição individual; Competição não foi disputada nesta temporada |                   |                   |                   |                   |                 |                  |                   |                   |               |               |               |               |               |               |

### Com Craig Buntin

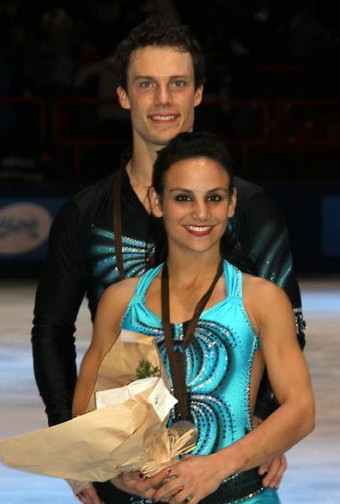
Meagan Duhamel e Craig Buntin em 2008.

| Resultados                                | Resultados        | Resultados        | Resultados        | Resultados    | Resultados    | Resultados    | Resultados    | Resultados    | Resultados    | Resultados    | Resultados    | Resultados    | Resultados    | Resultados    |
| Internacional                             | Internacional     | Internacional     | Internacional     | Internacional | Internacional | Internacional | Internacional | Internacional | Internacional | Internacional | Internacional | Internacional | Internacional | Internacional |
| Evento/Temporada                          | 2007– 2008        | 2008– 2009        | 2009– 2010        |               |               |               |               |               |               |               |               |               |               |               |
| ----------------------------------------- | ----------------- | ----------------- | ----------------- | ------------- | ------------- | ------------- | ------------- | ------------- | ------------- | ------------- | ------------- | ------------- | ------------- | ------------- |
| Campeonato Mundial                        | 6.ª               | 8.ª               |                   |               |               |               |               |               |               |               |               |               |               |               |
| Campeonato dos Quatro Continentes         |                   | 4.ª               | Medalha de bronze |               |               |               |               |               |               |               |               |               |               |               |
| GP Cup of China                           |                   |                   | 4.ª               |               |               |               |               |               |               |               |               |               |               |               |
| GP Skate America                          |                   | 4.ª               | WD                |               |               |               |               |               |               |               |               |               |               |               |
| GP Skate Canada International             | 6.ª               |                   |                   |               |               |               |               |               |               |               |               |               |               |               |
| GP Trophée Éric Bompard                   |                   | Medalha de bronze |                   |               |               |               |               |               |               |               |               |               |               |               |
| Nebelhorn Trophy                          | Medalha de prata  |                   |                   |               |               |               |               |               |               |               |               |               |               |               |
| Nacional                                  |                   |                   |                   |               |               |               |               |               |               |               |               |               |               |               |
| Campeonato Canadense                      | Medalha de bronze | Medalha de prata  | Medalha de bronze |               |               |               |               |               |               |               |               |               |               |               |
|                                           |                   |                   |                   |               |               |               |               |               |               |               |               |               |               |               |
| Legenda: GP = Grand Prix; WD = Abandonou; |                   |                   |                   |               |               |               |               |               |               |               |               |               |               |               |

### Com Ryan Arnold
| Resultados                                                                     | Resultados    | Resultados       | Resultados    | Resultados    | Resultados    | Resultados    | Resultados    | Resultados    | Resultados    | Resultados    | Resultados    | Resultados    | Resultados    | Resultados    |
| Internacional                                                                  | Internacional | Internacional    | Internacional | Internacional | Internacional | Internacional | Internacional | Internacional | Internacional | Internacional | Internacional | Internacional | Internacional | Internacional |
| Evento/Temporada                                                               | 2004– 2005    | 2005– 2006       |               |               |               |               |               |               |               |               |               |               |               |               |
| ------------------------------------------------------------------------------ | ------------- | ---------------- | ------------- | ------------- | ------------- | ------------- | ------------- | ------------- | ------------- | ------------- | ------------- | ------------- | ------------- | ------------- |
| Golden Spin of Zagreb                                                          |               | Medalha de ouro  |               |               |               |               |               |               |               |               |               |               |               |               |
| Nebelhorn Trophy                                                               |               | Medalha de prata |               |               |               |               |               |               |               |               |               |               |               |               |
| Internacional – Júnior                                                         |               |                  |               |               |               |               |               |               |               |               |               |               |               |               |
| JGP Campeonato Mundial Júnior                                                  | 8.ª           |                  |               |               |               |               |               |               |               |               |               |               |               |               |
| JGP JGP Sérvia                                                                 | 5.ª           |                  |               |               |               |               |               |               |               |               |               |               |               |               |
| Nacional                                                                       |               |                  |               |               |               |               |               |               |               |               |               |               |               |               |
| Campeonato Canadense                                                           | 8.ª           | 6.ª              |               |               |               |               |               |               |               |               |               |               |               |               |
|                                                                                |               |                  |               |               |               |               |               |               |               |               |               |               |               |               |
| Legenda: JGP = Grand Prix Júnior; Competição não foi disputada nesta temporada |               |                  |               |               |               |               |               |               |               |               |               |               |               |               |

### Individual feminino
| Campeonato dos Quatro Continentes                                              |     |     |                 |      |                 | 5.ª              |     |
| Golden Spin of Zagreb                                                          |     |     |                 |      |                 | Medalha de prata |     |
| Internacional – Júnior                                                         |     |     |                 |      |                 |                  |     |
| Campeonato Mundial Júnior                                                      |     |     | 13.ª            |      |                 |                  |     |
| JGP JGP Final                                                                  |     |     |                 |      | 5.ª             |                  |     |
| JGP JGP Eslováquia                                                             |     |     | 12.ª            | 6.ª  |                 |                  |     |
| JGP JGP França                                                                 |     |     | 4.ª             |      | Medalha de ouro |                  |     |
| JGP JGP Romênia                                                                |     |     |                 |      | 5.ª             |                  |     |
| JGP JGP Suécia                                                                 |     | 8.ª |                 |      |                 |                  |     |
| Triglav Trophy                                                                 |     | 5.ª |                 |      |                 |                  |     |
| Nacional                                                                       |     |     |                 |      |                 |                  |     |
| Campeonato Canadense                                                           |     |     |                 | 10.ª | 7.ª             | 4.ª              | 6.ª |
| Campeonato Canadense – Júnior                                                  |     | 4.ª | Medalha de ouro |      |                 |                  |     |
| Campeonato Canadense – Noviço                                                  | 5.ª |     |                 |      |                 |                  |     |
|                                                                                |     |     |                 |      |                 |                  |     |
| Legenda: JGP = Grand Prix Júnior; Competição não foi disputada nesta temporada |     |     |                 |      |                 |                  |     |